# Гейдельбергская академия наук
Гейдельбергская академия наук (также Академия наук земли Баден-Вюртемберг, нем. Heidelberger Akademie der Wissenschaften, сокр. НAW) — общественная некоммерческая организация, научно-исследовательский центр при Гейдельбергском университете, член Союза Академий наук Германии.

## История
Академия наук в Гейдельберге была основана на средства и по инициативе крупного немецкого промышленника Генриха Ланца (1838—1905), однако её торжественное открытие состоялось в 1909 году, то есть уже после его смерти. Идея Г. Ланца состояла в том, чтобы возродить прерванную традицию: ещё в 1763 году в его родном городе Маннгейме курфюрстом Карлом Теодором была учреждена Пфальцская академия наук, закрытая в 1803 году по распоряжению оккупационных войск. Таким образом, Гейдельбергская академия должна была стать преемницей академии наук курфюршества Пфальц. С 1920 года академия размещается в великогерцогском дворце возле Гейдельбергского замка. В 1958 году переименована в Академию наук федеральной земли Баден-Вюртемберг.

## Структура
В организационном плане Гейдельбергская академия наук имеет традиционную для немецких учёных собраний структуру, в основе которой лежит деление на Классы. Во главе класса стоит академик-секретарь, имеющий одного заместителя и нескольких помощников по отдельным направлениям исследований. Со дня основания и поныне имеется два класса:
- Философско-исторический класс — возглавляет профессор Бернд Шнайдмюллер.
- Математико-естественнонаучный класс — возглавляет профессор Томас В. Хольштайн.

Во главе Академии стоит президент, в настоящее время, с 1 апреля 2015 года, эту должность занимает Томас Хольштайн. Ранее эту должность, с 2013 года по 31 марта 2015 года, занимал специалист в области инженерии профессор Пауль Кирхгоф. Текущими вопросами управления академией, а также административно-хозяйственными вопросами ведает управляющий делами.